# Wodospad Panczawy
Wodospad Panczawy (cz. Pančavský vodopád) – wodospad w czeskich Karkonoszach, który powstał na potoku Panczawa (cz. Pančava). 
Jego nazwa pochodzi od zniekształconego niemieckiego słowa plantschen, które oznacza pluskać lub rozpryskiwać. Jest to duży wodospad typu skandynawskiego o wysokości 148 m. Wodospad Panczawy to najwyższy i najdoskonalszy wodospad w Europie Środkowej (nie licząc Alp). Niski przepływ wody skłonił w 1859 r. właściciela pobliskiego schroniska do zbudowania zbiornika ze stawidłem obok górnej krawędzi wodospadu. W pobliżu powstały domek dla obsługi i tarasy widokowe. Po wniesieniu opłaty przez turystów podnoszono stawidło i wodospad przez chwilę wyglądał jak w czasie wiosennych roztopów. Urządzenie to istniało do lat 30. XX wieku.